# Maximo Kausch

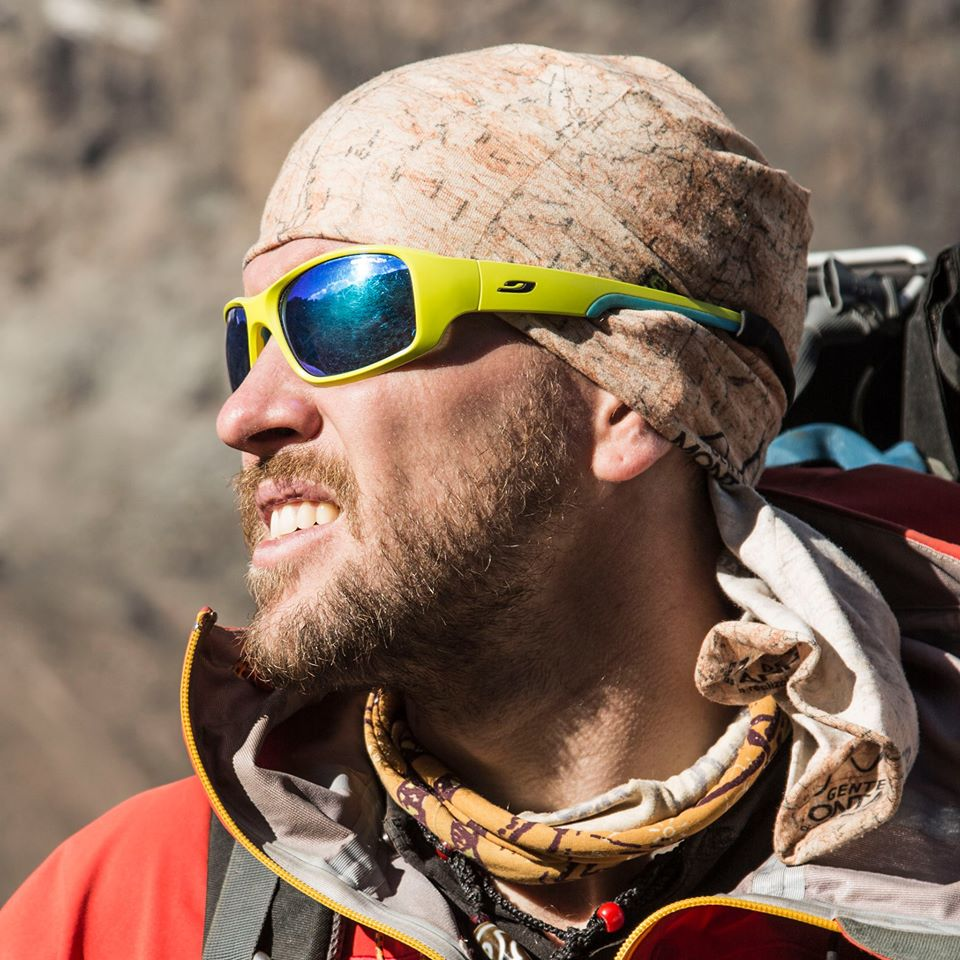
Máximo Kausch, vor 2016

Máximo Kausch (geboren am 23. März 1981 in Argentinien) ist ein argentinisch-brasilianischer Alpinist.

## Leben
Kauschs Familie zog, als er noch ein Kind war, nach Brasilien. Später lebte er für 10 Jahre in England.
Kausch hält den Weltrekord unter jenen, die am meisten Sechstausender der Anden bestiegen haben. Sein Ziel ist es, als erster Bergsteiger alle 99–117 Gipfel (je nach Textquelle und Schartenhöhenvergleich), die über diese Höhe noch hinausgehen, zu bezwingen. Dieser Aufgabe hat sich bis heute noch kein anderer Bergsteiger gestellt. Mittels GPS-Technik hat er alle diesbezüglichen Daten veröffentlicht, damit andere Bergsteiger von seinen Erfahrungen profitieren können.
Darüber hinaus ist Máximo Kausch ein vereidigter Bergführer mit Kenntnissen in Höhenmedizin und Höhenmeteorologie mit Schwerpunkt Extremhöhenalpinismus. Viele seiner Expeditionen führten ihn in mehr als 25 Länder und dort in die entlegensten Regionen.
Er organisierte unter anderem elf Expeditionen in Berge oberhalb der 8000-Meter-Grenze. Máximo Kausch ist der erste Südamerikaner, dem eine Mehrfachbesteigung des Achttausenders Cho Oyu im Himalaya gelang.
Aufgrund seines speziellen Wissens konnte er in schwer zugänglichen Bergregionen zur Rettung Verunglückter beitragen. Auf verschiedenen Webseiten, wie GentedeMontanha oder Andes Specialists, veröffentlicht er seine Erfahrungen, die er bei diesen Rettungsaktionen gesammelt hat. Sie beziehen sich unter anderem auf Gesundheitsprobleme im Extremhöhenbereich, physiologische Dysfunktionen, Pharmakologische Nebenwirkungen, Sehstörungen und bakterielle Infektionen.
Seine logistischen Erfahrungen im Extremhöhenbereich setzte Máximo Kausch ein, um zusammen mit über 15 Mitarbeitern seine Klienten auf verschiedene Berge rund um die Welt zu bringen.

## Auszeichnungen
- Weltrekord: Guinness-Weltrekord für 83 bestiegene Sechstausender in den Anden.[3][4]
- Goldener Karabiner (Mosquetão de Ouro) zusammen mit Pedro Hauck im Jahr 2014 für die gelungene Besteigung aller Sechstausender in Bolivien.[2]
- Abenteurer des Jahres 2015, Preis verliehen von der Zeitschrift GoOutside[2]
- Die Mount Everest Foundation UK trägt dazu bei, sein Projekt, alle Sechstausender der Anden zu besteigen, mitzufinanzieren.[2]
- Destaque do ano 2013 (Ereignis des Jahres). Die Zeitschrift „Blog de Escalada“ wählte Máximo Kausch zum besten Sportler des Jahres für die Zahl seiner Bergbesteigungen im Jahr 2013.
- Destaque do ano 2015 (Ereignis des Jahres). Die Zeitschrift „Blog de Escalada“ wählte Máximo Kausch zum besten Sportler des Jahres für die Zahl seiner Bergbesteigungen im Jahr 2015.[15]